# Myiosturmiopsis abdominalis
Myiosturmiopsis abdominalis är en tvåvingeart som först beskrevs av Wulp 1890.  Myiosturmiopsis abdominalis ingår i släktet Myiosturmiopsis och familjen parasitflugor. Inga underarter finns listade i Catalogue of Life.